# Вест Веначи (Вашингтон)
Вест Веначи (енгл. West Wenatchee) град је у америчкој савезној држави Вашингтон.

## Демографија
По попису из 2000. године број становника је 1.681.
| Група             | 2000.         | 2010.    |
| Белци             | 1.504 (89,5%) | 0 (0,0%) |
| Афроамериканци    | 3 (0,2%)      | 0 (0,0%) |
| Азијати           | 18 (1,1%)     | 0 (0,0%) |
| Хиспаноамериканци | 136 (8,1%)    | 0 (0,0%) |
| Укупно            | 1.681         | 0        |